# Beringter Erd-Ritterling
Der Beringte  oder  Gegürtelte Erd-Ritterling (Tricholoma cingulatum) ist eine Pilzart aus der Familie der Ritterlingsverwandten (Tricholomataceae).

## Merkmale

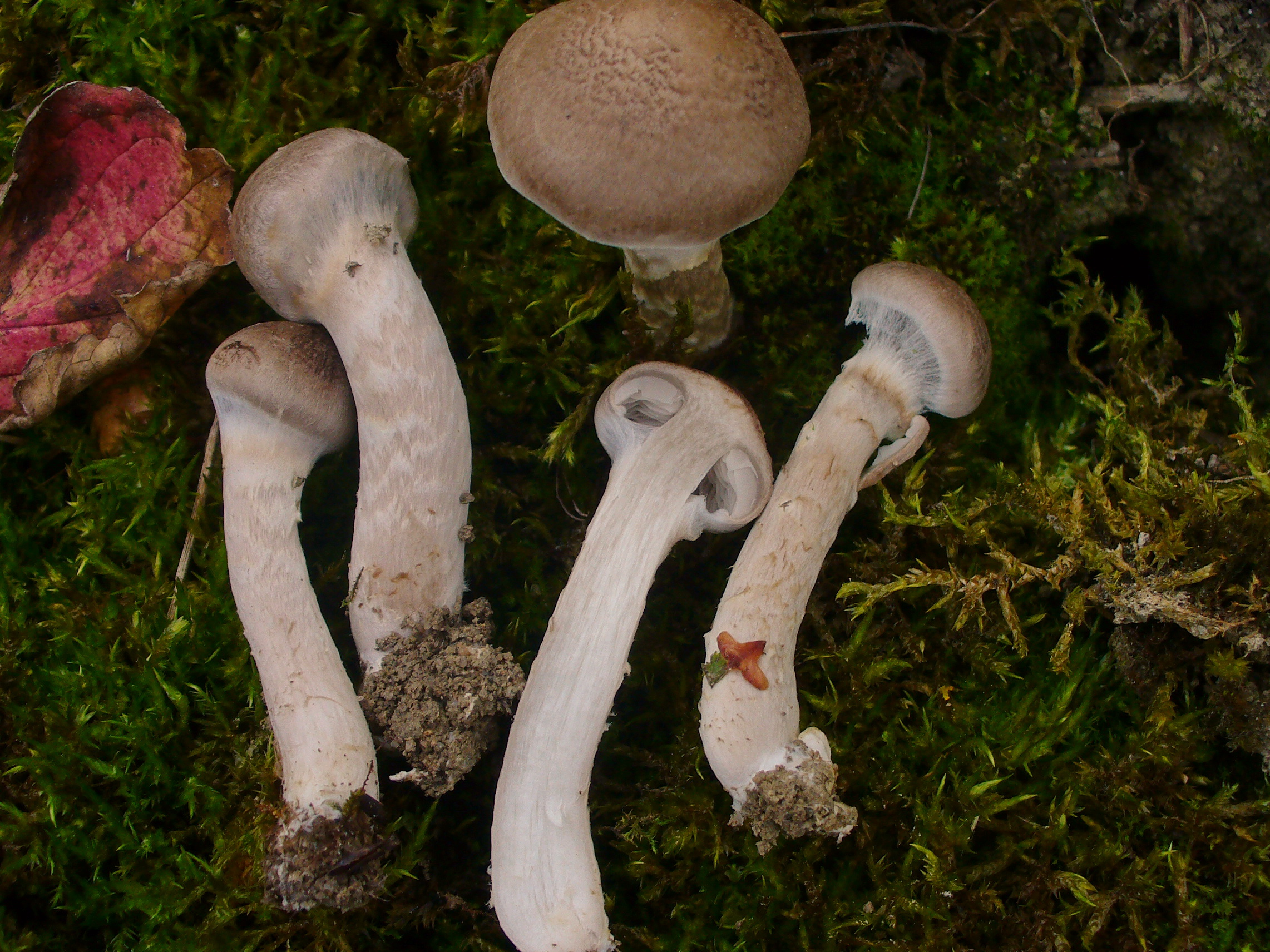
Junge Fruchtkörper des Beringten Erd-Ritterlings mit aufschirmenden Hüten und aufreißenden Velumfasern

### Makroskopische Merkmale
Die Fruchtkörper erscheinen auf dem Boden.
Der dünnfleischige Hut erreicht Durchmesser von 3 bis 6 Zentimetern. Er ist gewölbt bis ausgebreitet und weist einen oft deutlichen, stumpfen Buckel auf. Der Rand ist bei jungen Exemplaren noch heruntergebogen.
Die Hutoberfläche ist fein schuppig oder filzig, trocken und matt. Ihre Färbung ist blassgrau bis graubraun und wird zum Rand hin heller. Das feste, weiße Fleisch ist radialfaserig-brüchig und hat leicht mehlartigen Geschmack und Geruch. Die Lamellen sind am Stiel ausgebuchtet angewachsen. Fleisch und Lamellen gilben nach Verletzung und im Alter langsam. Der Stiel wird 5 bis 8 Zentimeter hoch und 8 bis 12 Millimeter stark und ist zylindrisch geformt bis auf die oft zugespitzte, nie verdickte Basis. Er ist innen ausgestopft, fleischig und brüchig. Er hat einen relativ haltbaren wattig bis häutigen Ring, unter dem er etwas fasrig-schuppig ist.
Das Sporenpulver erscheint weiß und zeigt mit Jod-Reagenzien keine Farbreaktion (nicht amyloid).

### Mikroskopische Merkmale
Die schmal ellipsoiden Sporen messen 4–5 × 2,5–3,5 Mikrometer.

## Artabgrenzung
Wichtigste Unterscheidungsmerkmale sind der Ring am Stiel und seine Vergesellschaftung mit Weiden.
Unter den schwer unterscheidbaren grauhütigen Ritterlingen findet sich auch der stark giftige Tiger-Ritterling (Tricholoma pardinum) und auch mit dem Brennendscharfen Ritterling (Tricholoma virgatum) wäre eine Verwechslung gefährlich.
Lamellen und Fleisch des häufigeren, ebenfalls essbaren Gilbenden Erd-Ritterlings (Tricholoma argyraceum) gilben langsam und er wächst nicht nur mit Weiden.
Tricholoma scoides hat keinen Ring.

## Ökologie und Phänologie
Der Beringter Ritterling lebt in europäischen Wäldern und Parks – gerne in Auwäldern – in sauren Böden in Mykorrhiza-Symbiose mit Weiden und Birken.
Er fruktifiziert von Juni bis Oktober oder Dezember.

## Bedeutung
Der Pilz ist essbar, ist jedoch nicht sehr schmackhaft und sollte aufgrund seiner Seltenheit geschont werden.

## Systematik und Taxonomie
Die Art wurde 1830 von Almfelt erstmals wissenschaftlich beschrieben als Agaricus cingulatus. Zur wissenschaftlichen Anerkennung der neuen Art führte allerdings erst die Bezugnahme auf diese Artenbeschreibung durch Elias Magnus Fries in einem 1832 erschienenen Werk. 1890 wurde er von E. Jacobasch in die Gattung der Ritterlinge (Tricholoma) übertragen. Er wird innerhalb der Gattung zur Sektion der Erd-Ritterlinge (Atrosquamosa) gerechnet.